# Фару (Пара)

Фару на карте штата.

Фару (порт. Faro) — муниципалитет в Бразилии, входит в штат Пара. Составная часть мезорегиона Байшу-Амазонас. Входит в экономико-статистический микрорегион Обидус. Население составляет  8177 человек на 2010 год. Занимает площадь 11 770,630 км². Плотность населения — 0,69 чел./км².

## Демография
Согласно сведениям, собранным в ходе переписи 2010 г. Национальным институтом географии и статистики (IBGE), население муниципалитета составляет:
| Полное население                               | Полное население                               | Полное население                               | Полное население                               | 8177  |
| ---------------------------------------------- | ---------------------------------------------- | ---------------------------------------------- | ---------------------------------------------- | ----- |
| в том числе:                                   | Городское население                            | 6128                                           | Процент городского населения, %                | 74,94 |
|                                                | Сельское население                             | 2049                                           | Процент сельского населения, %                 | 25,06 |
|                                                | Мужское население                              | 4240                                           | Процент мужского населения, %                  | 51,85 |
|                                                | Женское население                              | 3937                                           | Процент женского населения, %                  | 48,15 |
| Плотность населения, чел/км²                   | Плотность населения, чел/км²                   | Плотность населения, чел/км²                   | Плотность населения, чел/км²                   | 0,69  |
| Население муниципалитета в % к населению штата | Население муниципалитета в % к населению штата | Население муниципалитета в % к населению штата | Население муниципалитета в % к населению штата | 0,11  |

По данным оценки 2015 года население муниципалитета составляет 7333 жителя.

## Статистика
- Валовой внутренний продукт на 2003 год составляет 14 984 000,00 реалов (данные: Бразильский институт географии и статистики).
- Валовой внутренний продукт на душу населения на 2003 год составляет 1175,49 реалов (данные: Бразильский институт географии и статистики).
- Индекс развития человеческого потенциала на 2000 год составляет 0,623 (данные: Программа развития ООН).

## Административное деление
Муниципалитет состоит из 2 дистриктов:
| № | Наименование дистрикта | Наименование дистрикта (порт.) | Территория, км² | Население, чел.(2010) | Население, чел.(2010) | Население, чел.(2010) | Плотность, чел./км² | Код дистрикта |
| № | Наименование дистрикта | Наименование дистрикта (порт.) | Территория, км² | всего                 | городское             | сельское              | Плотность, чел./км² | Код дистрикта |
| 1 | Фару                   | Faro                           | 11 670,62       | 6911                  | 5150                  | 1761                  | 0,59                | 150300205     |
| 2 | Нова-Мараканан         | Nova Maracanã                  | 100,01          | 1266                  | 978                   | 288                   | 12,66               | 150300208     |

## Важнейшие населенные пункты
| № | Населённый пункт | Населённый пункт (порт.) | Категория | Население чел. (2010) | На карте                       |
| - | ---------------- | ------------------------ | --------- | --------------------- | ------------------------------ |
| 1 | Фару             | Faro                     | город     | 5150                  | 2°10′14″ ю. ш. 56°44′35″ з. д. |
| 2 | Нова-Мараканан   | Nova Maracanã            | поселок   | 978                   | 2°09′49″ ю. ш. 56°36′09″ з. д. |
| 3 | Убин             | Ubim                     | поселок   | 217                   | 2°10′49″ ю. ш. 56°36′43″ з. д. |
| 4 | Илья-Сегунда     | Ilha Segunda             | поселок   | 99                    | 2°09′45″ ю. ш. 56°36′26″ з. д. |